# Фос-ду-Игуасу (микрорегион)

Фос-ду-Игуасу на карте.

Фос-ду-Игуасу (порт. Microrregião de Foz do Iguaçu) — микрорегион в Бразилии, входит в штат Парана. Составная часть мезорегиона Запад штата Парана. Население составляет 	408 800	 человек (на 2010 год). Площадь — 	5579,954	 км². Плотность населения — 	73,26	 чел./км².

## Демография
Согласно сведениям, собранным в ходе переписи 2010 г. Национальным институтом географии и статистики (IBGE), население микрорегиона составляет:						
| Полное население                             | Полное население                             | Полное население                             | Полное население                             | 408 800 |
| -------------------------------------------- | -------------------------------------------- | -------------------------------------------- | -------------------------------------------- | ------- |
| в том числе:                                 | Городское население                          | 368 063                                      | Процент городского населения, %              | 90,03   |
|                                              | Сельское население                           | 40 737                                       | Процент сельского населения, %               | 9,97    |
|                                              | Мужское население                            | 199 802                                      | Процент мужского населения, %                | 48,88   |
|                                              | Женское население                            | 208 998                                      | Процент женского населения, %                | 51,12   |
| Плотность населения, чел/км²                 | Плотность населения, чел/км²                 | Плотность населения, чел/км²                 | Плотность населения, чел/км²                 | 73,26   |
| Население микрорегиона в % к населению штата | Население микрорегиона в % к населению штата | Население микрорегиона в % к населению штата | Население микрорегиона в % к населению штата | 3,91    |

## Статистика
- Валовой внутренний продукт на 2003 год составляет 5 513 993 377,00 реалов (данные: Бразильский институт географии и статистики).
- Валовой внутренний продукт на душу населения на 2003 год составляет 12 754,97 реалов (данные: Бразильский институт географии и статистики).
- Индекс развития человеческого потенциала на 2000 год составляет 0,783 (данные: Программа развития ООН).

## Состав микрорегиона
В составе микрорегиона включены следующие муниципалитеты:
1. Сеу-Азул
2. Фос-ду-Игуасу
3. Итайпуландия
4. Мателандия
5. Медианейра
6. Мисал
7. Рамиландия
8. Санта-Терезинья-ди-Итайпу
9. Серранополис-ду-Игуасу
10. Сан-Мигел-ду-Игуасу
11. Вера-Крус-ду-Уэсти